# Compstall
Compstall är en ort i distriktet Stockport, i grevskapet Greater Manchester, i England. Werneth/Compstall var en civil parish från 1866 till 1936 då den blev en del av Bredbury and Romiley och Hyde. Denna civil parish hade 865 invånare år 1931. Compstall var ett distrikt från 1902 till 1936 då den blev en del av Bredbury and Romiley och Hyde.